# Nelson Saúte
Nelson Saúte (Lourenço Marques, 26 de fevereiro de 1967) é um escritor, comentador político e professor de ciências da comunicação moçambicano.

## Biografia
No início da sua vida profissional, em Moçambique, trabalhou na revista Tempo, no jornal Notícias, na Rádio Moçambique e na Televisão de Moçambique.
Em Portugal, onde se licenciou em Ciências da Comunicação, na Faculdade de Ciências Sociais e Humanas da Universidade Nova de Lisboa, foi redator do Jornal de Letras e do Público. É mestre em Sociologia pela Universidade de São Paulo. Publicou volumes de poesia, de ficção e de entrevistas, compilou e organizou antologias de poesia e de conto. Seus livros estão publicados em Moçambique, Portugal, Brasil, Itália e Cabo Verde. É atualmente editor da editora Marimbique e curador do Museu dos Caminhos de Ferro de Moçambique.

## Obras

### Pessoais
- Ponte de Afecto. Maputo, Edição BJ, 1990
- O apóstolo da desgraça. Lisboa, Publicações Dom Quixote, 1996
- Os Narradores da Sobrevivência. Lisboa, Publicações Dom Quixote, 2000
- Rio dos bons sinais. Lisboa, Publicações Dom Quixote, 2008.
- O homem que não podia olhar para trás. Em coautoria com Roberto Chichorro.Língua Geral, 2006.

### Antologias
- Antologia da Nova Poesia Moçambicana: 1975-1988. Com Fátima Mendonça. Maputo, Associação dos Escritores Moçambicanos, 1989
- A Ilha de Moçambique pela voz dos poetas. Com António Sopa. Lisboa, Edições 70, 1992.
- As Mãos dos Pretos. Lisboa, Publicações Dom Quixote, 2001

Antologia de contos moçambicanos. O título da antologia é o de um dos textos de Luís Bernardo Honwana seleccionado para a obra.